# 莫霍克 (紐約州蒙哥馬利縣)
莫霍克（英語：Mohawk）是一個位於美國紐約州蒙哥馬利縣的鎮。

## 人口
根據2020年美國人口普查的數據，莫霍克的面積為91.67平方千米，當中陸地面積為89.82平方千米，而水域面積為1.85平方千米。當地共有人口3572人，而人口密度為每平方千米39人。